# Herb gminy Włocławek
Herb gminy Włocławek – jeden z symboli gminy Włocławek, ustanowiony 9 czerwca 2003.

## Wygląd i symbolika
Herb przedstawia na tarczy koloru czerwonego dwie głowy: złotego lwa i czarnego orła. Pod nimi znajduje się biała falista linia. Herb nawiązuje do herbu powiatu włocławskiego i usytuowania gminy nad Wisłą. 